# Выборнов, Константин Юрьевич
Константи́н Ю́рьевич Вы́борнов (29 сентября 1973, Москва) — российский спортивный функционер, журналист, телеведущий, спортивный комментатор. Его профилирующие виды спорта — футбол, биатлон и хоккей с шайбой.

## Биография
Родился 29 сентября 1973 года в Москве.
Сын корреспондента Центрального телевидения Юрия Выборнова (1946—2017; в 1984—1991 гг. — собственный корреспондент ЦТ в Италии, впоследствии — корреспондент ОРТ и «Первого канала» в Австрии и Израиле) и филолога Елены Смирновой.

### Образование
В 1980—1990 годах учился в московской школе № 20. Окончил школу с серебряной медалью. В 1995 году окончил факультет международной информации МГИМО с красным дипломом.
Свободно владеет английским, итальянским, испанским языками.

### Телевидение
Работал на телевидении с 1993 года, с осени 2009 года — как внештатный сотрудник.
В 1993 году, будучи студентом третьего курса факультета международной журналистики МГИМО, стажировался в спортивной редакции РГТРК «Останкино». Вся дальнейшая профессиональная деятельность (до 2009 года) была связана с «Первым каналом».
С 1994 по 1995 год работал корреспондентом в программах «СпортУикЭнд», «Гол» и редактором спортивных выпусков в информационных программах.
С 1995 по 2005 год — комментатор спортивных новостей в программах «Новости», «Время» и «Доброе утро» телеканала ОРТ («Первый канал»). Весной 1998 года провёл несколько эфиров программы «Футбольное обозрение» вместо Владимира Перетурина. 
С 2000 по 2009 год — комментатор Дирекции спортивного вещания ОАО «Первый канал». Иногда выступал и в качестве корреспондента канала, делал прямые включения со стадионов за несколько часов до футбольных матчей в информационных передачах «Новости» и «Время».
Работал на Олимпийских Играх 1996, 1998, 2000, 2002, 2004, 2006 и 2008 годов.
Первой Олимпиадой в карьере была Олимпиада в Атланте 1996 года, первым чемпионатом мира по футболу — чемпионат 1998 года. Комментировал матчи Чемпионатов мира и Европы по футболу 2002, 2004, 2006, 2008 и 2014 годов. В разное время комментировал трансляции Чемпионата и Суперкубка России по футболу, матчи сборной России. Также специализировался на комментировании хоккея — в разное время комментировал матчи Европейского хоккейного тура, Кубка мира по хоккею с шайбой, а также олимпийских хоккейных турниров.
Работал комментатором биатлона на пяти чемпионатах мира — в 2000, 2001, 2003, 2008 и 2009 годах.
В августе 2004 года принимал участие в съемках дневников Олимпиады под названием «Властелины колец» для «Первого канала».
Осенью 2009 года уволился из штата телеканала по собственному желанию. Отборочный матч к Чемпионату мира по футболу 2010 года между сборными Германии и России в Лужниках и все последующие трансляции Выборнов комментировал уже как внештатный сотрудник канала. Долгое время не появлялся в эфире, но с относительно недавнего времени (с 2014 года) вновь вернулся к комментированию матчей, транслируемых на «Первом канале». На Чемпионате Европы 2016 года комментировал только финальную игру между Португалией и Францией в паре с коллегой Виктором Гусевым. Также обслуживал трансляции с Кубка Конфедераций 2017 года, в том числе и финальную игру турнира в паре с Кириллом Дементьевым. В июле 2021 года комментировал церемонию открытия Летних Олимпийских игр 2020 в японском Токио в паре с Александром Гришиным на «Первом канале».
Член Академии Российского телевидения с 2007 года.

### Дальнейшая деятельность
С 1995 по 2013 год — руководитель информационного телевизионного агентства «ИТА Новости», которое, по словам Выборнова, занималось производством программ культурной и спортивной тематики.
С 2010 по 2013 год — заместитель директора по маркетингу и рекламе; директор по связям с общественностью ФК «Динамо» (Москва).
В 2013—2014 годах — директор по связям с общественностью Российской федерации баскетбола.
В конце октября 2014 года Выборнов был назначен руководителем Службы информации, пресс-секретарём президента Олимпийского комитета России. С 1 ноября этого же года он является начальником управления по связям с общественностью футбольного клуба «Локомотив».
Пресс-атташе олимпийской сборной России на Летних Олимпийских играх 2016 года, команды под нейтральным флагом «Олимпийские атлеты из РФ» на Зимних Олимпийских играх 2018 года и команды Олимпийского комитета России на Летних Олимпийских играх 2020 и Зимних Олимпийских играх 2022 годов.

## Участие в других телепроектах
В 2002—2003 годах являлся одним из закадровых комментаторов кулинарного шоу «Властелин вкуса» на «Первом канале» вместе с Виктором Гусевым и Василием Коновым.
Дважды принимал участие в телеигре «Угадай мелодию» с Валдисом Пельшем в 2004 году: 11 января — вместе с Алексеем Пимановым и Ларисой Вербицкой; 27 июня — вместе с Виктором Гусевым и Владимиром Топильским.

## Семья
Женат. Двое детей.

## Награды
- Медаль ордена «За заслуги перед Отечеством» II степени (26 января 2023 года) — за обеспечение успешной подготовки спортсменов, добившихся высоких спортивных достижений на XXIV Олимпийских зимних играх 2022 года в городе Пекине (Китайская Народная Республика)[48]